# HEAVY NOVA
『HEAVY NOVA』は、イギリスの歌手ロバート・パーマーが1988年に発表した、ソロ名義では9作目のスタジオ・アルバム。

## 背景
パーマーは前作『リップタイド』を最後に、ヴィネガー・ジョー時代からの所属レーベルであるアイランド・レコードを離れ、本作はEMI移籍第1弾アルバムとして発表された。アルバム・タイトルは、ヘヴィメタルとボサノヴァを合わせて付けられた。

## 反響・評価
全英アルバムチャートでは25週トップ100入りするが、最高17位に終わり、前作に続く全英トップ10入りは果たせなかった。アメリカでは44週Billboard 200入りして最高13位を記録し、1988年11月にはRIAAによってプラチナ・ディスクの認定を受けた。
William Ruhlmannはオールミュージックにおいて5点満点中2点を付け「ハードロック的なスタイルの前作『リップタイド』のクローン」と評している。また、宮本宣嗣は2020年、第1弾シングル「この愛にすべてを」に関して「パワー・ステーション色の強い」と評する一方、全体像に関しては「ヨーデルやアフリカンミュージック、ジャズスタンダードへのアプローチも見せ、パワー・ステーションと異なる色合いも見せ始めていた」と評している。

## 収録曲
特記なき楽曲はロバート・パーマー作。
1. この愛にすべてを - "Simply Irresistible" - 4:14
2. つのる想い - "More Than Ever" - 3:25
3. チェンジ・ヒズ・ウェイズ - "Change His Ways" - 2:56
4. ディスタービング・ビヘイヴィアー - "Disturbing Behavior" - 3:45
5. アーリー・イン・ザ・モーニング - "Early in the Morning" (Lonnie Simmons, Rudy Taylor, Charlie Wilson) - 4:43
6. イット・クッド・ハプン・トゥ・ユー - "It Could Happen to You" (Johnny Burke, Jimmy Van Heusen) - 2:31
7. シー・メイクス・マイ・デイ - "She Makes My Day" - 4:23
8. 愛に身をまかせ - "Between Us" - 4:49
9. キャスティング・ア・スペル - "Casting a Spell" - 3:57
10. もしかして恋 - "Tell Me I'm Not Dreaming" (Michael Omartian, Bruce Sudano, Jay Gruska) - 3:47

## 参加ミュージシャン
- ロバート・パーマー - ボーカル
- エディ・マルティネス - ギター
- ウィリアム・ブライアント - キーボード
- フランク・ブレア - ベース
- ドニー・ウィン - ドラムス
- ドン・ウン・ロマン - パーカッション、バックグラウンド・ボーカル
- ガース・ハドソン - アコーディオン、キーボード
- トム・ウォーク - アコーディオン
- チャック・フィンドレー - トランペット
- ルカ・ベラク - ヴァイオリン
- クレア・フィッシャー - ストリングス・アレンジ

アディショナル・ミュージシャン
- デニス・バディミール - ギター
- ジョン・グレイ - ギター、パーカッション
- リチャード・ギブス - キーボード
- ジェフ・ボヴァ（英語版） - キーボード
- バリー・ジョンソン - ベース
- リッキー・ファター（英語版） - ドラムス
- ロビン・ローブ - パーカッション
- B・J・ネルソン、リック・ダンコ - バックグラウンド・ボーカル